# Conqueror (char)
Pour les articles homonymes, voir Conqueror.
Le FV214 Conqueror, aussi connu sous l'appellation de Tank, Heavy Gun No 1 120 mm Conqueror (No 2 pour le Mark 2) est un ancien char lourd britannique de la Guerre froide. Il fut conçu pour répondre au char lourd soviétique IS-3. Son canon de 120 mm, nettement plus gros que l'Ordnance QF 20 pounder de 83,4 mm des chars Centurion de l'époque, lui permettait de fournir un appui anti-char à longue portée. Chaque régiment blindé des troupes d'occupation britanniques en Allemagne en reçut neuf ; ils opéraient habituellement par trois. Mis en service en 1955, il fut remplacé par le char de combat Chieftain en 1966, sans avoir jamais combattu.
Comme la plupart des blindés britanniques, son nom commence par C ; il évoque Guillaume le Conquérant (William the Conqueror).

## Description
Le canon était américain et déjà utilisé sur le char lourd M103 ; il était à charge et projectile séparés (comme serait celui du futur char Chieftain). Les charges n'étaient pas ensachées, mais dans une cartouche en laiton, ce qui était plus sûr mais réduisait leur nombre à 35.
Le blindage était très épais pour l'époque, surtout devant, où il faisait 178 mm (horizontalement). La tourelle était énorme, en rapport avec la taille du canon, et l'ensemble était très lourd, ce qui réduisait sa vitesse et le rendait peu fiable. Cependant, comme le Churchill de la Seconde Guerre mondiale, il était bien adapté au tout-terrain, où il dépassait parfois le Centurion, pourtant plus léger et théoriquement plus rapide.
Un des éléments particuliers était la coupole de commandement rotative, centre du système de tir du Conqueror, qui était avancé pour l'époque. Le commandant pouvait aligner la coupole sur une cible indépendamment de la tourelle, mesurer la portée grâce à un télémètre à coïncidence, et orienter le canonnier vers le nouvel angle indiqué par la coupole. En théorie, lorsque le canonnier alignait la tourelle, il trouvait automatiquement la cible dans son viseur, prête à être attaquée. Pendant ce temps, le commandant pouvait préparer l'attaque de la cible suivante.
Ce système a peut-être été inspiré par un système comparable présent sur les Panzers allemands et apparemment très efficace. Il ne fut pas reproduit avant l'apparition de versions électroniques sur des chars beaucoup plus récents comme le M1 Abrams et le Challenger 2.

## Développement
Le châssis était celui du char de support d'infanterie A45, lancé en 1944 peu après celui de l'A41 (Centurion). Après la Seconde Guerre mondiale, le projet fut réorienté vers un « char universel » de série FV200. Cette série devait avoir un unique châssis commun, sur lequel étaient prévus un canon automoteur, un véhicule de transport de troupes, trois variétés de char de combat, etc. Un des chars prévus, le FV 201 lourd de 55 tonnes, était armé d'un canon de 83,4 mm.
En 1949, on décida de monter son armement à 120 mm. Comme cela retardait le projet, une solution provisoire fut de combiner le châssis du FV201 avec une tourelle de Centurion Mk2 armée du canon Ordnance QF 17 pounder pour donner en 1952 le FV 221 Caernarvon Mark I. 21 exemplaires furent construits avec la tourelle du Mk III (canon Ordnance QF 20 pounder) sous le nom de Caernavon Mk II. Le FV 221 aurait dû être le char de combat principal de la série, mais le succès de l'A41 Centurion, régulièrement amélioré, lui retirait toute utilité. Le Caernarvon fut seulement utilisé pour des essais de développement du châssis.
Le premier Conqueror sortit en 1955 des chaînes de la Royal Ordnance Factory à Dalmuir. La production totale fut de 20 Conqueror Mark 1 et 165 Conqueror Mark 2 (certains étant des Caernavon Mk II reconvertis). Elle cessa en 1959, ayant perdu beaucoup de son intérêt avec l'adoption par le Centurion de l'excellent canon Royal Ordnance L7 de 105 mm.

## Variantes
- FV214 Conqueror
  - Mk 1
  - Mk 2

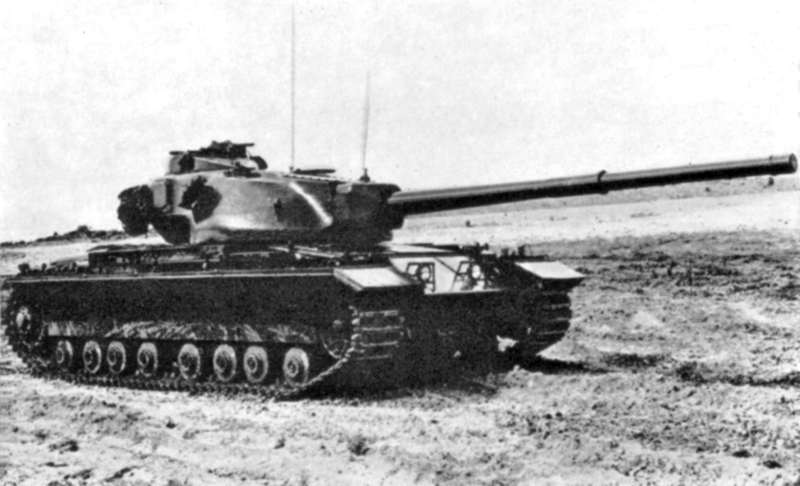
Conqueror Mk 1.

  - Mk 2/1/H - Caernarvons reconvertis
- FV222 Conqueror ARV Mk 1 (ARV pour Armoured Recovery Vehicle, véhicule d'assistance blindé)

8 exemplaires
- FV222 Conqueror ARV Mk II

20 exemplaires
poids : 57 tonnes
puissance du treuil : 45 tonnes

## Exemplaires notables survivants

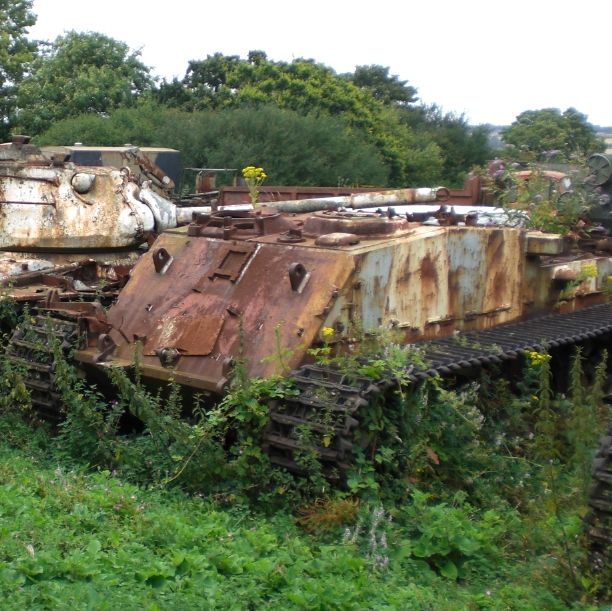
Conqueror ARV Mk II à l'Île de Wight.

Des Conquerors sont exposés au musée des Blindés de Bovington, et à l'Imperial War Museum de Duxford. D'autres se trouvent dans les collections du musée des Blindés de Saumur, du musée royal de l'Armée et de l'Histoire militaire de Bruxelles et au musée des Blindés de Koubinka, en Russie. Un appartient à la collection de Jacques Littlefield aux États-Unis.
Il y a aussi deux MkII ARVs au musée d'histoire militaire de l'Île de Wight. Ils sont tous deux conservés en extérieur et en mauvais état.